# Campionat d'Espanya de motocròs 2012
La temporada de 2012 del Campionat d'Espanya de motocròs fou la 54a edició d'aquest campionat, organitzat per la Reial Federació Motociclista Espanyola. El calendari oficial constava de 8 proves puntuables, celebrades entre el 26 de febrer i el 14 d'octubre. Dues de les proves programades es disputaren als Països Catalans: Motocròs d'Albaida (26 de febrer) i Motocròs de Ponts (27 de maig).

## Classificació final

### MX2
| Posició | Pilot               | Motocicleta | Punts |
| ------- | ------------------- | ----------- | ----- |
| 1       | Nil Arcarons        | KTM         | 284   |
| 2       | Jordi Salvador Páez | Honda       | 283   |
| 3       | Ander Valentín      | Yamaha      | 251   |
| 4       | Francesc Mataró     | Kawasaki    | 224   |
| 5       | Cristian Oliva      | KTM         | 204   |
| 6       | Antonio José Ortuño | KTM         | 186   |
| 7       | Alonso Sánchez      | Suzuki      | 173   |
| 8       | Alejandro Franco    | Honda       | 139   |
| 9       | Pau Doñate          | Honda       | 115   |
| 10      | David García        | KTM         | 112   |

### MX Elite
| Posició | Pilot               | Motocicleta | Punts |
| ------- | ------------------- | ----------- | ----- |
| 1       | Jonathan Barragán   | Honda       | 349   |
| 2       | Alvaro Lozano       | Yamaha      | 342   |
| 3       | José Antonio Butrón | KTM         | 332   |
| 4       | Joan Cros           | Suzuki      | 250   |
| 5       | Jaume Betriu        | KTM         | 219   |
| 6       | Raul Alvarez        | Yamaha      | 217   |
| 7       | Fabien Izoird       | Suzuki      | 205   |
| 8       | Kevin Ballanger     | Yamaha      | 165   |
| 9       | Roger Ballús        | Kawasaki    | 140   |
| 10      | José Luis Martínez  | KTM         | 133   |

## Categories inferiors
Font:
| Campionat           | Guanyador       | Motocicleta |
| ------------------- | --------------- | ----------- |
| Trofeu Sub-18       | Ander Valentín  | Yamaha      |
| Copa MX125          | Francisco Haro  | Yamaha      |
| Promeses 85cc       | Rubén Fernández | Suzuki      |
| Trofeu Alevins 65cc | Timur Petrashin | Kawasaki    |